# Constanze Moser-Scandolo
Constanze Moser-Scandolo (* 4. Juli 1965 in Weimar, geb. Scandolo) ist eine ehemalige deutsche Eisschnellläuferin. Als erste Läuferin des SC Turbine Erfurt wurde sie 1989 Mehrkampfweltmeisterin.

## Werdegang
Constanze Scandolo begann im Alter von sechs Jahren mit dem Sport. Sie trainierte in Weimar auf Rollschuhen und in Erfurt auf dem Eis, wobei ihre sportliche Entwicklung lange Zeit parallel zur Laufbahn der etwa gleichaltrigen und ebenfalls aus Weimar stammenden Heike Schalling verlief. Ab 1979 feierte Scandolo Erfolge im DDR-Nachwuchsbereich – unter anderem Siege bei der Kinder- und Jugendspartakiade 1983 in Karl-Marx-Stadt – und wurde 1986 DDR-Meisterin im Kleinen Vierkampf. Wie Schalling war sie Teil der von Gabriele Fuß betreuten Erfurter Übungsgruppe, zu der ab Mitte der 1980er Jahre auch die spätere Olympiasiegerin Gunda Kleemann (spätere Niemann-Stirnemann) stieß. Bei internationalen Wettkämpfen prägten zunächst die Dresdener Eisschnellläuferinnen um Karin Kania und Andrea Ehrig das Geschehen; neben ihnen qualifizierten sich Scandolo und Kleemann mit Podiumsergebnissen bei den nationalen Einzelstreckenmeisterschaften 1988 für das DDR-Aufgebot zu den Olympischen Winterspielen. Dort war Scandolo für einen Start auf der 1500-Meter-Strecke eingeplant, zog sich aber kurz vor dem Rennen eine Zerrung zu und musste ihren Start absagen. Kania, Ehrig und Gabi Zange erklärten nach Olympia ihren Rücktritt vom Leistungssport.
Ab dem Winter 1988/89 zählte die mittlerweile verheiratete Constanze Moser zur internationalen Spitze im Eisschnelllauf. Bei der Mehrkampfeuropameisterschaft 1989 in West-Berlin gewann sie hinter Gunda Kleemann die Silbermedaille. Wenige Wochen später schlug sie ihre Vereinskollegin vom SC Turbine Erfurt (aus dem im gleichen Jahr der ESC Erfurt hervorging) bei der WM in Lake Placid – bei Temperaturen von etwa −30 °C – und errang damit als Mehrkampf-Weltmeisterin ihren ersten internationalen Titel. Mosers Stärke lag in ihrer Ausgeglichenheit über die unterschiedlichen Distanzen: Sowohl bei der EM als auch bei der WM war sie auf allen vier Strecken zwischen 500 Metern und 5000 Metern jeweils unter den ersten Drei der Teilwertungen vertreten. Im Weltcup lief sie über 1500 Meter am erfolgreichsten. Zwischen Februar und Dezember 1989 entschied sie fünf Wettkämpfe auf dieser Strecke für sich und stand 1988/89 auf dem ersten Platz der entsprechenden Disziplinenwertung. 1990 wurde Moser bei der Europameisterschaft im abschließenden 5000-Meter-Lauf wegen eines nicht regelkonformen Bahnwechsels disqualifiziert, bei der darauffolgenden Weltmeisterschaft gewann sie als Titelverteidigerin beim Sieg Jacqueline Börners die Bronzemedaille.
Nach der Geburt ihrer Tochter im November 1990 beendete Moser ihre sportliche Laufbahn. Mitte der 1990er Jahre nahm sie das Training erneut auf und gewann 1996 den Weltmeistertitel im Masters-Bereich.
Die ausgebildete Wirtschaftskauffrau Moser-Scandolo nahm nach ihrer Karriere eine Tätigkeit als Büroangestellte in einem Thüringer Landesministerium auf. Ihr Bruder Heiko Scandolo war ebenfalls Eisschnellläufer und gewann mehrere Medaillen bei DDR-Meisterschaften.

## Statistik

### Mehrkampf-Weltmeisterschaften
Von 1988 bis 1990 nahm Constanze Moser-Scandolo an drei Mehrkampf-Weltmeisterschaften teil und gewann dabei eine Gold- und eine Bronzemedaille. Die folgende Tabelle zeigt ihre Zeiten – und in Klammern jeweils dahinter ihre Platzierungen – auf den vier gelaufenen Einzelstrecken sowie die sich daraus errechnende Gesamtpunktzahl nach dem Samalog und die Endplatzierung. Die Anordnung der Distanzen entspricht ihrer Reihenfolge im Programm der Mehrkampf-WM.
| Mehrkampf-WM | Mehrkampf-WM | 500 m      | 3000 m      | 1500 m      | 5000 m      | Punkte  | Platz |
| Jahr         | Ort          | 500 m      | 3000 m      | 1500 m      | 5000 m      | Punkte  | Platz |
| ------------ | ------------ | ---------- | ----------- | ----------- | ----------- | ------- | ----- |
| 1988         | Skien        | 43,62 (10) | 4:46,07 (8) | 2:12,99 (4) | 8:18,07 (8) | 185,435 | 7.    |
| 1989         | Lake Placid  | 43,33 (3)  | 4:39,56 (1) | 2:10,91 (2) | 7:58,30 (2) | 181,389 | 1.    |
| 1990         | Calgary      | 41,62 (7)  | 4:27,59 (8) | 2:03,91 (3) | 7:29,88 (3) | 172,509 | 3.    |

### Mehrkampf-Europameisterschaften
Von 1988 bis 1990 nahm Moser-Scandolo an drei Mehrkampf-Europameisterschaften teil und gewann dabei eine Silbermedaille. Die folgende Tabelle zeigt ihre Zeiten – und in Klammern jeweils dahinter ihre Platzierungen – auf den vier gelaufenen Einzelstrecken sowie die sich daraus errechnende Gesamtpunktzahl nach dem Samalog und die Endplatzierung. Die Anordnung der Distanzen entspricht ihrer Reihenfolge im Programm der Mehrkampf-WM zu Moser-Scandolos aktiver Zeit.
| Mehrkampf-EM | Mehrkampf-EM | 500 m     | 3000 m      | 1500 m      | 5000 m      | Punkte  | Platz |
| Jahr         | Ort          | 500 m     | 3000 m      | 1500 m      | 5000 m      | Punkte  | Platz |
| ------------ | ------------ | --------- | ----------- | ----------- | ----------- | ------- | ----- |
| 1988         | Kongsberg    | 43,16 (4) | 4:36,43 (3) | 2:15,17 (4) | 8:17,62 (4) | 184,383 | 4.    |
| 1989         | Berlin       | 42,43 (3) | 4:29,71 (3) | 2:09,05 (2) | 7:47,64 (2) | 177,161 | 2.    |
| 1990         | Heerenveen   | 41,77 (7) | 4:22,67 (2) | 2:05,91 (1) | DSQ 1       | 172,949 | NC    |

### Weltcupsiege
Moser-Scandolo trat zwischen dem 29. November 1986 und dem 4. März 1990 zu 42 Weltcuprennen an, von denen sie 19 auf dem Podest beendete und 5 gewann, jeweils über 1500 Meter.
| Nr. | Datum         | Bahn                           | Ort        | Distanz    | Zeit         |
| --- | ------------- | ------------------------------ | ---------- | ---------- | ------------ |
| 1.  | 9. Feb. 1989  | US High Mountain Altitude Rink | Butte      | 1500 Meter | 2:07,58 min. |
| 2.  | 11. Feb. 1989 | Olympic Oval                   | Calgary    | 1500 Meter | 2:02,65 min. |
| 3.  | 10. März 1989 | Eisstadion Inzell              | Inzell     | 1500 Meter | 2:05,47 min. |
| 4.  | 19. März 1989 | Thialf                         | Heerenveen | 1500 Meter | 2:04,61 min. |
| 5.  | 2. Dez. 1989  | De Uithof                      | Den Haag   | 1500 Meter | 2:08,67 min. |